# Mark Smith (Eishockeyspieler)
Mark Christopher Smith (* 24. Oktober 1977 in Edmonton, Alberta) ist ein ehemaliger kanadischer Eishockeyspieler, der im Verlauf seiner aktiven Karriere zwischen 1994 und 2008 unter anderem 401 Spiele für die San Jose Sharks und Calgary Flames in der National Hockey League auf der Position des Centers bestritten hat.

## Karriere
Smith spielte in seiner Juniorenzeit bei den Lethbridge Hurricanes in der Western Hockey League. Nachdem er im NHL Entry Draft 1997 in der neunten und letzten Runde an 219. Stelle von den San Jose Sharks ausgewählt worden war, wechselte er zu Ende der Saison 1997/98, als er mit den Hurricanes frühzeitig in den Playoffs gescheitert war, zu den Kentucky Thoroughblades, dem damaligen Farmteam der San Jose Sharks, in die American Hockey League, um sie dort in den Playoffs zu unterstützen.
Es folgten zwei komplette Spielzeiten bei den Thoroughblades, ehe er während der Saison 2000/01 nach San Jose beordert wurde. Dort überzeugte Smith mit seinem schnellen und einsatzreichen Spiel. Während des NHL-Lockouts 2004/05 spielte der Kanadier in der ECHL, kehrte aber im Folgejahr zu den San Jose Sharks zurück, wo er Karrierebestmarken in den Kategorien Spiele, Tore, Vorlagen, Punkte und Strafminuten aufstellte. In der Saison 2006/07 konnte Smith verletzungsbedingt nur die Hälfte der Saisonspiele bestreiten und sein Vertrag wurde im Sommer 2007 nicht verlängert. Im September erhielt er einen Probevertrag bei den New York Rangers, konnte sich im Trainingscamp jedoch nicht durchsetzen. Wenig später unterschrieb er einen Vertrag bei den Calgary Flames für die Saison 2007/08. Da er die folgende Spielzeit wegen einer Gehirnerschütterung komplett verpasste, beendete er seine Karriere im Alter von 30 Jahren.

## Erfolge und Auszeichnungen
- 1997 President’s-Cup-Gewinn mit den Lethbridge Hurricanes
- 1998 WHL East Second All-Star Team

## Karrierestatistik
(Legende zur Spielerstatistik: Sp oder GP = absolvierte Spiele; T oder G = erzielte Tore; V oder A = erzielte Assists; Pkt oder Pts = erzielte Scorerpunkte; SM oder PIM = erhaltene Strafminuten; +/− = Plus/Minus-Bilanz; PP = erzielte Überzahltore; SH = erzielte Unterzahltore; GW = erzielte Siegtore; 1 Play-downs/Relegation; Kursiv: Statistik nicht vollständig)